# Élection présidentielle paluane de 2016
L'élection présidentielle paluane de 2016 se déroule le 1er novembre 2016 afin élire le président des Palaos. Le scrutin a lieu en même temps que les élections parlementaires.
Le président sortant Tommy Remengesau est réélu dès le premier tour pour un second mandat.

## Système électoral
Le Président des Palaos est élu au scrutin uninominal majoritaire à deux tours pour un mandat de quatre ans renouvelable une seule fois de manière consécutive.  Il n'y a pas de parti politique aux Palaos. Les candidats aux élections sont par conséquent tous indépendants.
Afin de pouvoir prétendre à la fonction de président, un individu doit :
- être citoyen des Palaos ;
- avoir au moins 35 ans ;
- être résident des Palaos tout au long des 5 ans précédant l’élection.

## Candidats
- Tommy Remengesau, président sortant
- Surangel Whipps Jr.

## Résultats
| Candidat                 | Candidat                 | Voix   | %      |
| ------------------------ | ------------------------ | ------ | ------ |
|                          | Tommy Remengesau         | 5 109  | 51,28  |
|                          | Surangel Whipps Jr.      | 4 854  | 48,72  |
|                          |                          |        |        |
| Exprimés                 | Exprimés                 | 9 963  |        |
| Blancs et nuls           |                          |        |        |
| Votants                  |                          |        |        |
| Inscrits / participation | Inscrits / participation | 15 890 | ≥62,70 |